# A Nova Turma do Balão Mágico (álbum)
A Nova Turma do Balão Mágico é o primeiro álbum do trio A Nova Turma do Balão Mágico, formado por Rodrigo, Natanna e Tuanny.
O lançamento ocorreu em 1988, e teve como primeira música de trabalho a canção "A Bruxinha", que tornou-se um de seus maiores sucessos.
A versão em LP está fora de catálogo desde os anos de 1990, e nunca teve um lançamento no formato CD, mas é possível escuta-lo via streaming em algumas plataformas digitais.

## Antecedentes
Em 1987, após o fim do programa Balão Mágico, exibido pela Rede Globo em 1986, a gravadora CBS planejava relançar o grupo Turma do Balão Mágico.  Durante uma festa em que as gêmeas Natanna e Tuanny, filhas da cantora Adriana, estavam presentes, houve um karaokê onde elas se apresentaram. Um representante da CBS, impressionado com a performance, sugeriu que os pais das meninas entrassem em contato para agendar um teste. Naquela época, a gravadora já havia testado mais de 80 crianças, mas ainda não encontrara substitutos adequados para os antigos integrantes Simony, Tob, Mike e Jairzinho. A esse novo grupo, somou-se o cantor Rodrigo, irmão de Vanessa, ex-integrante do grupo Trem da Alegria.

## Produção e composição
A proposta da CBS era inovadora em relação aos grupos infantis da época, que costumavam focar em um público infantojuvenil. O objetivo era criar canções voltadas para crianças a partir dos 2 anos de idade. As temáticas das músicas abordavam de forma lúdica o amor infantil, animais de estimação e contos de fadas, buscando um apelo mais direto ao público infantil mais jovem.

## Recepção comercial
Em apenas três meses após o lançamento, o álbum superou a marca de 90 mil cópias vendidas no Brasil. Alguns meses depois, foi certificado com disco de platina ao alcançar mais de 300 mil cópias comercializadas. Na  parada musical do Jornal do Brasil, auditada pela Nopem, estreou na sétima posição, que também foi o seu pico na classificação.

## Lista de faixas
- Créditos adaptados do encarte do LP A Nova Turma do Balão Mágico.[9]

Lado A
| N.º | Título                                   | Compositor(es)                      | Participação | Duração |  |
| 1.  | "Balão Criança"                          | Edgard Poças Paul Mounsey           |              | 4:01    |  |
| 2.  | "Jogo do Bicho"                          | E. Poças P. Mounsey                 |              | 3:39    |  |
| 3.  | "Meninos e Meninas" (Pippi Longstocking) | Misha Segal Harriet Sehock E. Poças |              | 3:55    |  |
| 4.  | "Bruxinha"                               | Marcílio Lisboa Silvio Oliveira     |              | 3:43    |  |
| 5.  | "Mistura Fina"                           | E. Poças P. Mounsay                 |              | 3:10    |  |
| 6.  | "Gira Gira"                              | Michael Sullivan Paulo Massadas     |              | 4:43    |  |

Lado B
| N.º | Título                             | Compositor(es)                            | Participação | Duração |  |
| 1.  | "Forças Armadas da Alegria"        | E. Poças P. Mounsay                       |              | 3:51    |  |
| 2.  | "Enquanto Seu Lobo Não Vem"        | E. Poças P. Mounsay                       |              | 3:52    |  |
| 3.  | "UltraSuperHiperAmigão"            | E. Poças Edgard Gianullo                  |              | 3:48    |  |
| 4.  | "Nossa História" (Si no es ahora)  | Fernando Riba Kika Campos Claudio Rabello |              | 3:39    |  |
| 5.  | "Anão Assim"                       | E. Poças P. Mounsay                       |              | 2:56    |  |
| 6.  | "Era Uma Vez" (Those Are The Days) | Rockin Aloysio Reis Biafra                |              | 4:32    |  |

## Tabelas

### Tabelas semanais
| Tabela musical (1988) | Posição |
| --------------------- | ------- |
| Brasil (Nopem)        | 7       |

## Certificações e vendas
| Região | Certificação | Vendas estimadas |
| ------ | ------------ | ---------------- |
| Brasil | Platina      | 300,000          |